# Betelu
Betelu é um município da Espanha
na província e comunidade autónoma de Navarra. Tem 7,17 km² de área e em 2021 tinha 377 habitantes (densidade: 52,6 hab./km²).

## Demografia
| Variação demográfica do município entre 1991 e 2004 | Variação demográfica do município entre 1991 e 2004 | Variação demográfica do município entre 1991 e 2004 | Variação demográfica do município entre 1991 e 2004 |
| --------------------------------------------------- | --------------------------------------------------- | --------------------------------------------------- | --------------------------------------------------- |
| 1991                                                | 1996                                                | 2001                                                | 2004                                                |
| 341                                                 | 334                                                 | 334                                                 | 335                                                 |